# Bathyphantes rainbowi
Espèce
Synonymes
- Bathyphantes humilis Rainbow, 1920 nec L. Koch, 1879

Bathyphantes rainbowi est une espèce d'araignées aranéomorphes de la famille des Linyphiidae.

## Distribution
Cette espèce est endémique de l'île Lord Howe à l'Est de l'Australie.

## Étymologie
Cette espèce est nommée en l'honneur de William Joseph Rainbow.

## Publication originale
- Roewer, 1942 : Katalog der Araneae von 1758 bis 1940. Bremen, vol. 1, p. 1-1040.
- Rainbow, 1920 : Arachnida from Lord Howe and Norfolk Islands. Records of the South Australian Museum, vol. 1, p. 229-272 (texte intégral).